# Smittium biforme
Smittium biforme är en svampart som beskrevs av M.M. White & Lichtw. 2004. Smittium biforme ingår i släktet Smittium och familjen Legeriomycetaceae.   Inga underarter finns listade i Catalogue of Life.